# Hultungsån
Hultungsån is een van de (relatief) kleine riviertjes die de Zweedse provincie Gotland rijk is.
De Hultungsån is genoemd naar de boerderij Hultungs, die even ten westen ligt van Fårösund en plaatselijk bekend is vanwege gevonden schatten uit de IJzertijd. Het watertje ontstaat in een plaatselijk moeras en stroomt zuidwaarts naar haar monding aan de Oostzee. Om het water wat vlotter te kunnen laten afvloeien is het deels gekanaliseerd.